# انسیه شاه‌حسینی
انسیه شاه‌حسینی (متولد ۱۳۳۳ گرگان) فیلم‌نامه‌نویس و کارگردان اهل ایران است.

## زندگی‌نامه
شاه‌حسینی متولد ۱۳۳۳ گرگان، فارغ‌التحصیل کارگردانی سینماست. وی فعالیت هنری را با کارگردانی و فیلمنامه‌نویسی فیلم‌های کوتاه آغاز کرد. فیلم بلند «غروب شد بیا» نخستین تجربه کارگردانی اوست. شاه‌حسینی اولین زن رزمنده ایرانی است که در موضوع جنگ ایران و عراق فیلم ساخته‌است.

## جوایز[نیازمند منبع]
شاه حسینی با شرکت در فستیوال‌های مختلف سینمایی موفق به دریافت جوایزی نیز شده‌است که برخی از آنها بدین شرح است:
1. جایزه ویژه کلیسای کاتولیک به خاطر نگاه انسانی برای فیلم شب بخیر فرمانده
2. اکران و تقدیر در جشنواره فیلم کارلووی واری در کشور جمهوری چک، برای فیلم شب بخیر فرمانده[۱]
3. جایزه ویژه به عنوان بزرگ‌ترین جایزه از جشنواره سینما توت، برای فیلم شب بخیر فرمانده
4. اکران در شهر ژنو سوئیس، برای فیلم شب بخیر فرمانده
5. تحسین ویژه و تقدیر از جشنواره‌های فوکوئوکای ژاپن، برای فیلم شب بخیر فرمانده
6. همچنین جایزه بازیگر زن از جشنواره اوراسیا در قزاقستان، برای فیلم شب بخیر فرمانده
7. جایزه ویژه تماشاگران از جشنواره وزول فرانسه، برای فیلم شب بخیر فرمانده
8. جایزه بهترین فیلم آسیایی از جشنواره نگاه پرندگان در انگلستان، برای فیلم شب بخیر فرمانده
9. کسب لوح تقدیر و ۱۰ سکه بهار آزادی در بیست و سومین دوره جشنواره فیلم فجر، برای فیلم شب بخیر فرمانده
10. دریافت تشویق نامه از وزارت کار برای فیلمنامه دل نمک (امیر قویدل) در سال ۱۳۶۹
11. برنده دیپلم افتخار از دهمین دوره جشنواره فیلم فجر برای فیلم اوینار (شهرام اسدی) در سال ۱۳۷۰
12. برنده «جایزه ملی» از سی و یکمین دوره جشنواره فیلم فجر برای فیلم زیباتر از زندگی در سال ۱۳۹۱
13. دبیر نخستین جشنواره بین المللی فیلم کوتاه دفاع مقدس و مقاومت رسام در سال 1396 و 1397
14. داور سومین جشنواره بین المللی فیلم کوتاه دفاع مقدس و مقاومت رسام در سال 1400

## فیلمشناسی

### کارگردان
1. زیباتر از زندگی (۱۳۹۰)
2. پنالتی (۱۳۸۷)
3. شب بخیر فرمانده (۱۳۸۴)
4. غروب شد بیا (۱۳۸۳)
5. _ دست ناپیدا(۱۴۰۲)

### نویسنده
1. پنالتی (۱۳۸۷)
2. شب بخیر فرمانده (۱۳۸۴)
3. غروب شد بیا (۱۳۸۳)
4. مجروح جنگی (۱۳۷۷)
5. اوینار (۱۳۷۰)
6. آب را گل نکنید (۱۳۶۸)
7. دل نمک (۱۳۶۸)